# Харківський центр гендерних досліджень
Харківський центр гендерних досліджень (ХЦГД) - перший університетський центр гендерних досліджень в Україні та організатор університетської мережі з гендерних досліджень для країн колишнього СРСР, яка включає: «Журнал гендерних досліджень» (з 1998 р.), серії книжок «Гендерні дослідження» та «Феміністська колекція» (з 2001 р.), Міжнародний літній інститут у Криму (1998-2009 рр.) та список розсилки ХЦГД. Навчальна та дослідницька діяльність ХЦГД орієнтована на феміністську теорію, феміністську філософію, феміністську політичну теорію, постколоніальну феміністську теорію, феміністичну літературну критику.

## Місія
Місія ХЦГД сьогодні[коли?] — використання потенціалу гендерних досліджень і феміністської теорії для: 1) критики консервативних і правих, в тому числі націоналістичних політик в пострадянських умовах; 2) відновлення діалогу між гендерними дослідниками і активістами жіночого руху країн колишнього СРСР. З цією метою ХЦГД обирає установку на участь в проектах, які реалізують: 1) стратегію співробітництва і діалогу представниць пострадянських гендерних досліджень і жіночого руху в умовах російсько-української війни .); 2) стратегію співробітництва та діалогу феміністок і лівих в умовах посилення ідеології правих (див. проект «Незгода фемінізму і марксизму в колишньому СРСР: від «нещасливого шлюбу» до щасливого?» (квітень-червень 2017 .); 3) стратегію критики державного насильства і правих політик в умовах російсько-української війни[1].

## Історія
Незалежна неурядова організація заснована в 1992 році групою викладачів, аспірантів і студентів вищих навчальних закладів Харкова для популяризації та впровадження гендерних і жіночих досліджень в систему пострадянської вищої освіти. У 1990-ті - на початку 2000-х учасниці Харківського центру гендерних досліджень у співпраці з колегами з різних університетів України підготували десятки навчальних курсів і модулів, які і зараз викладаються в університетах України і країн колишнього СРСР, а також різні навчальні матеріали, включаючи перший пострадянський підручник Теорія і історія фемінізму (1996), перекладений на вірменську і казахську мови. Про ще один великий проект Харківського центру гендерних досліджень, феміністичну літню школу у Форосі (1997-2009), згадує українська соціологиня Тамара Марценюк у своїй книзі «Чому не варто боятися фемінізму». Перша літня школа з гендерних досліджень відбулася у 1997 році, у 2009 школа призупинила свою діяльність.
З початку 2000-х основними напрямками роботи ХЦГД стають:
1. інституалізація гендерних досліджень в пострадянських університетах;
2. підготовка і підвищення кваліфікації фахівців у сфері гендерних досліджень в країнах колишнього СРСР;
3. дослідницька та видавнича робота в різних напрямках гендерних досліджень.

На цьому етапі ведучий проект ХЦГД - «Університетська мережа з гендерних досліджень для країн колишнього СРСР» (за підтримки MacArthur Foundation), складовими якого є:
1. Міжнародний інститут літніх шкіл з гендерних досліджень в Форосі, Крим (1997-2009 рр.),
2. Журнал Гендерні дослідження (з 1998),
3. Книжкові серії «Гендерні дослідження» (з 2001) і «Феміністська колекція» (з 2001), в яких були опубліковані десятки вітчизняних і перекладних книг з різних напрямків гендерних досліджень і феміністської теорії, в тому числі неодноразово перевидавався тритомний навчальний посібник «Вступ до гендерних досліджень» (Частина 1. Навчальний посібник; Частина 2. Хрестоматія; Частина 3. Програми навчальних курсів північноамериканських і західноєвропейських університетів (2001) ), в підготовці якого взяли участь провідні гендерні дослідниці та дослідники країн колишнього СРСР.

Випускниками Інституту літніх шкіл з гендерних досліджень за 13 років, програми дистанційного навчання ХЦГД та інших освітніх і дослідницьких програм стали понад 2000 осіб з України, Азербайджану, Вірменії, Білорусі, Грузії, Казахстану, Молдови, Росії, Узбекистану та інших країн колишнього СРСР, а також Сербії, Словенії, Болгарії, Чехії, Канади, Великої Британії та США.

## Проекти

### Видавнича програма ХЦГД
Видавнича програма Харківського центру гендерних досліджень існує з 1994 року і включає в себе публікацію наукової та освітньої літератури з гендерних досліджень (навчальні посібники, переклади робіт провідних західних авторів, матеріали вітчизняних гендерних досліджень) в країнах колишнього СРСР.
У 1996 році ХЦГД підготував і опублікував перший в СНД підручник з гендерних досліджень "Теорія та історія фемінізму". З 1997 року в рамках видавничої програми ХЦГД видаються періодичні видання з гендерних досліджень: академічний журнал «Гендерні дослідження» (видається два рази в рік) і журнал "Новий образ. Український феміністський журнал" (українською, російською та англійською мовами). У 2001 році ХЦГД спільно з видавництвом Алетейя (Санкт-Петербург) заснував книжкові серії "Феміністська колекція" і "Гендерні дослідження». 
- Ірина Жеребкина. Це солодке слово… Гендерні 60-ті та далі. СПб: Алетейя, 2012 (серія Феміністська колекція).
- С.С. Бабенко. Соціологія гендеру»: навчально-методичний посібник - ХНУ імені В.Н. Каразіна, 2008 - 44 с.
- Ірина Жеребкина. Суб'єктивність та гендер. - СПб: Алетейя, 2007. - 304 с.
- Ірина Жеребкина. Феміністська інтенвенція в сталінізм, або Сталіна не існує - СПб .: Алетейя, 2006.
- Історія жінок на заході. Від древніх богинь до християнських святих // під заг. редакцією Ж. Дюби і М. Перро, ред. томи П.Ш. Пантелей. // наук. ред. перекладу Н.Л. Пушкарьова, вед. ред. С.В. Жеребкин. - СПб .: Алетейя. - 2005, Т. I. - 600 с.
- Ірина Жеребкина.  Гендерні 90-ті, або Фаллосу не існує. - СПб .: Алетейя, 2003. - 256 с. - (Книжкова серія "Феміністська колекція").
- Юлія Крістєва. Сили жаху: есе про відразу. - СПб .: Алетейя, 2003. - 256 с. - (Книжкова серія «Гендерні дослідження»).
- Джудіт Батлер. Психіка влади теорія суб'єкції - Харків: ХЦГІ; СПб .: Алетейя, 2002. - 168 с.
- Ірина Жеребкина. Жіноче політичне безсвідоме. - СПб .: Алетейя, 2002. - 224 с. - (Книжкова серія «Гендерні дослідження»).
- Ірина Жеребкина. Пристрасть: Жіноче тіло та жіноча сексуальність в Росії. - СПб: Алетейя, 2001. - 336 с. - (Книжкова серія "Феміністська колекція").
- Вступ до гендерних досліджень. Частина 1. Навчальний посібник. // під ред. І. Жеребкина - Харків: ХЦГД; СПб: Алетейя, 2001 - 708 с. - (Книжкова серія «Гендерні дослідження»).
- Вступ до гендерних досліджень. Частина 2. Навчальний посібник. // під ред. С. Жеребкина - Харків: ХЦГД; СПб: Алетейя, 2001 - 991 с. - (Книжкова серія «Гендерні дослідження»).
- Вступ до гендерних досліджень. Частина 3.Програми навчальних курсів північноамериканських та західноєвропейських універистетів. // під ред. С. Жеребкина - Харків: ХЦГД; 2001. - 412 с. - (Книжкова серія «Гендерні дослідження»).
- Гендерні дослідження (журнал) Харків: ХЦГД, 1998 - даний час (два рази на рік), № 1, № 2, № 3, № 4, № 5, № 6, №7-8, № 9, № 10, № 11, № 12, № 13, № 14, № 15, № 16, № 17
- Ірина Жеребкина. «Прочитай моє бажання…» Постмодернізм. Психоаналіз. Фемінізм. - М .: Ідея-Прес, 2000 - 256 c.
- «Фемінізм під будь-яким іншим іменем» в Україні: жінки репрезентують самих себе // під ред. І. Жеребкина і Н. Виноградової - Харків: ХЦГД, "Крок", 2000 - 68 c.
- Femina Postsovietica. Українська жінка у перехідний період: Від соціальних рухів до політики // під ред. І. Жеребкина. - Харків: ХЦГД; 1998 - 336 c.
- Гендерні дослідження: Феміністська методологія в соціальних науках // під ред. І. Жеребкина. - Харків: ХЦГД; 1998. - 356 c.
- Новий образ. Український феміністський журнал № 1, 1997 і № 2, 1998. (українською, російською та англійською мовами)
- Ірина Жеребкина. Жіноче політичне безсвідоме. - Харків: ХЦГІ; Ф-Пресс, 1997. - 375 с.
- Теорія та історія фемінізму. Курс лекцій. // під ред. І. Жеребкина - Харків: ХЦГД; Ф-Пресс, 1996. - 387 c.
- Ірина Жеребкина, Сергій Жеребкин. Метафізика як жанр. - Київ: ЦГО НАН України, 1996. - 313 c.
- Сучасна філософія №1, 1995.